# Festuca sibirica
Festuca sibirica là một loài thực vật có hoa trong họ Hòa thảo. Loài này được Hack. ex Boiss. mô tả khoa học đầu tiên năm 1884.